# Tagus Valles
Tagus Valles je údolí či bývalé řečiště na povrchu Marsu, které je nasnímáno především zásluhou sondy Mars Express. Nachází se severně od Hesperia Planum. Jeho délka je přibližně odhadována na 155 kilometrů.